# Campo de concentración de Svirlag
Coordenadas: 60°46′45″N 33°18′40″E / 60.77917, 33.31111
Svirlag (Svirski Láguer, Campo de concentración del Svir, en ruso Свирлаг, Свирьлаг y también СвирЛАГ - Свирский концентрационно трудовой лагерь) fue un campo de trabajos forzados soviético dirigido por la Dirección General de Campos de la NKVD (Гла́вное управле́ние лагере́й o GULAG). Estaba situado junto al río Svir (de allí el nombre Svirski, en ruso), en los bosques próximos a la ciudad de Lodéinoye Pole, a 244 kilómetros al noreste de San Petersburgo, en el actual óblast de Leningrado, y funcionó a partir de la época de Stalin, en la década de 1930. Este campo de concentración proveía de madera a Moscú y San Petersburgo.
El campo se creó el 17 de noviembre de 1931.
El número de los que murieron o fueron asesinados en Svirlag se cuenta por millares. Se estima que en 1935 había 36.500 prisioneros.
El campo de concentración fue establecido junto a los edificios medievales del que fue el Monasterio Aleksandro-Svirski (San Alejandro Svirski, que vivió en el siglo XVI y murió en 1533, pasa por ser una de las únicas dos personas, junto con Abraham, que han tenido una visión de la Trinidad).
Los bolcheviques clausuraron y destruyeron el monasterio en 1918, que finalmente desapareció en 1925. Se eliminaron las santas reliquias, los monjes fueron en parte ejecutados y en parte expulsados. El jefe del monasterio, el archimandrita Yevgueni Trofímov, fue ejecutado el 23 de octubre de 1918, junto a otros cinco monjes, detrás de los muros del monasterio. Los edificios del monasterio fueron convertidos en cárcel, cuartel y manicomio. El 22 de septiembre de 1998, el Ministerio de Cultura y el Ministerio de Bienes Estatales de Rusia firmaron el decreto por el que se devolvía el monasterio a la diócesis de San Petersburgo de la Iglesia Ortodoxa Rusa.

## Svirlag comparado con otros campos del GULAG
La población del GULAG en octubre de 1935 fue, de promedio, 694.100 personas que, para octubre de 1935, se había elevado a 828.800, de las cuales 36.500 se encontraban en Svirlag, el sexto campo por tamaño, junto con Dmitlag (193.300 reclusos, cerca de la ciudad de Dmítrov, óblast de Moscú); Bamlag (190.300 reclusos, centrado en Svobodny, óblast de Amur); Volgolag (centrado en Rýbinsk, óblast de Yaroslavl) y Belbaltlag (82.000 reclusos, que servían de mano de obra forzada para las obras del canal Mar Blanco-Mar Báltico).

## Los condenados y las víctimas
La mayoría de los prisioneros eran presos políticos o miembros de la iglesia. Sólo uno de cada cuatro era preso común.
Entre las torturas aplicadas por la administración de los campos, se cuenta cómo los presos, encerrados en sótanos, eran dejados a merced de ratas hambrientas.
La administración del campo se centró en la pequeña población de Svirstrói (Dirección de Construcción de Svir), en la orilla izquierda del río Svir. Los reclusos condenados trabajaban en minas de extracción de mica, piedra y arcilla.
Edward Sievers (nacido de madre inglesa), hieromonje del Monasterio de San Alejandro Nevski, de San Petersburgo, fue encarcelado y torturado en este campo desde 1932, lo que está atestiguado por documentos de archivo y testimonios personales, aunque sobrevivió. 
Entre los presos que fueron encarcelados o ejecutados en Svirlag se encuentran:
- El arzobispo Augustine (Alexander Belayev), encarcelado en Svirlag desde 1.931 hasta 1934, ejecutado 23 de noviembre de 1937), arzobispo ortodoxo ruso.
- Vladímir Vorobiov, nacido en 1876 en la región rusa de Sarátov, prisionero en Svirlag desde 1931 hasta 1932. Murió en la cárcel de Kúibyshev, en 1940, de un paro cardíaco. Fue arqueólogo y párroco ortodoxo ruso.
- Stepán Rudnytski, geógrafo ucraniano y pionero de la geografía de Ucrania. Nacido en Tárnopol en 1877, entonces Austria-Hungría) y estuvo prisionero en Svirlag entre 1933 y 1937. Fue ejecutado en 1937.
- Yulián Shpol, nombre literario de Mykhaylo Yalovyi, escritor ucraniano nacido en la región de Poltava, detenido el 11 de mayo de 1933 y enviado a Svirlag en 1934, en un transporte especial, ejecutado en Svirlag dos años y medio más tarde, el 3 de noviembre de 1937.
- Magzhán Zhumabáyev, poeta kazajo, detenido por la policía soviética en 1929, enviado a Svirlag, donde estuvo encarcelado hasta el 2 de junio de 1934. Detenido de nuevo en Almá-Atá en 1935, fue ejecutado por la NKVD en marzo de 1938.

Las estadísticas archivadas informan de que sólo en el año 1932 murieron o fueron ejecutados en Svirlag 1.569 prisioneros y, en 1935, la cifra se elevó a 3.887, lo que hace un total de 5.456 víctimas en dos años.